# Joost Bürgi
Joost Bürgi ou Jost Bürgi (Lichtensteig, 28 de fevereiro de 1552 — Kassel, 31 de janeiro de 1632) foi um relojoeiro e matemático suíço. Algumas vezes, a criação e definição de logaritmos recaí a seu estudo, outrora, este fato se dá a John Napier, por ter publicado uma tese mostrando seu pensamento sobre essa função matemática; tal motivo remete a diversas controvérsias e segundo algumas fontes e depoimentos, Bürgi começou seu trabalho com logaritmos em 1588, seis anos antes de Napier, porém de forma histórica, ele perde sua reivindicação por não ter publicado alguma obra a fim de expor suas ideias.

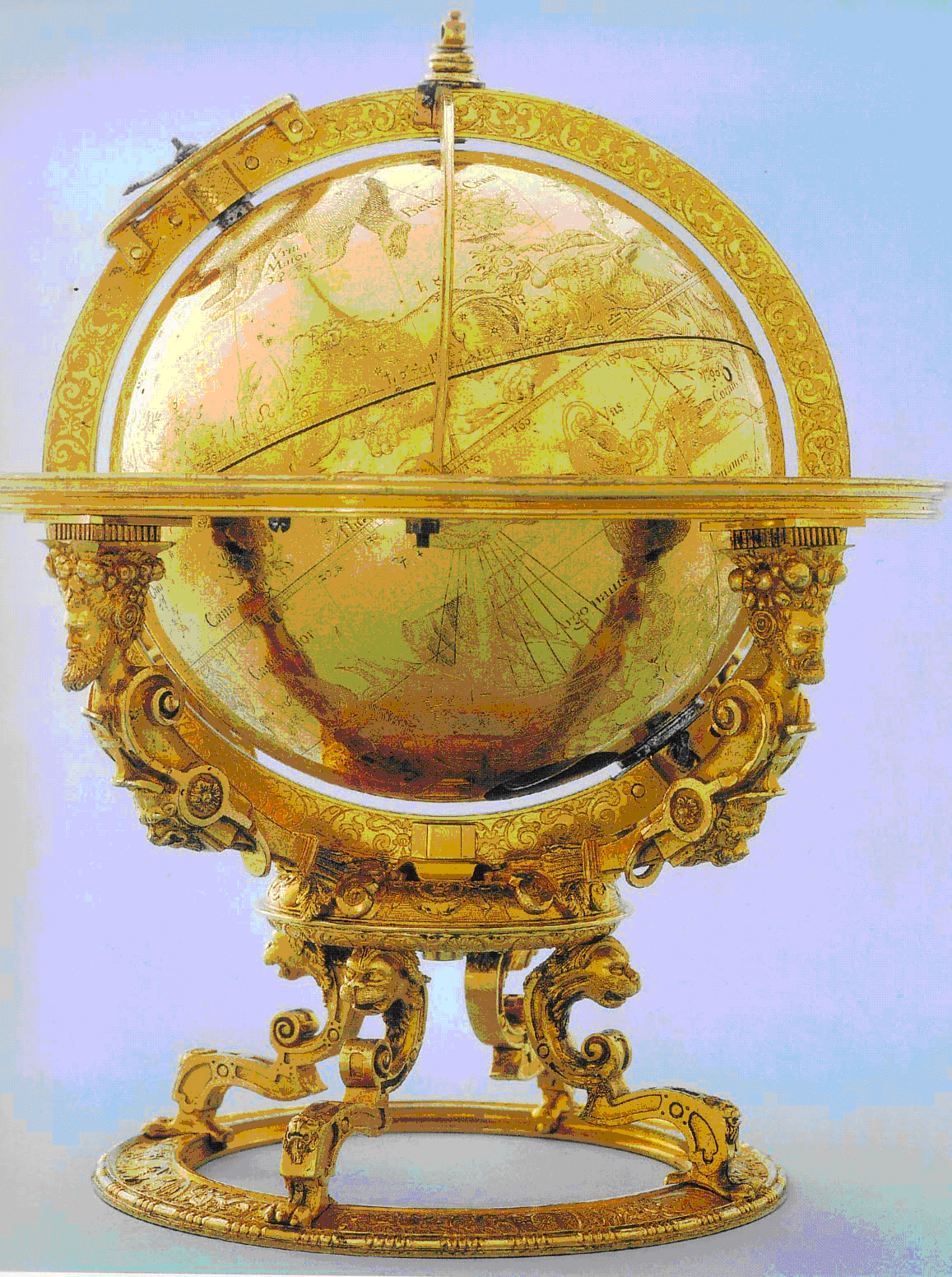
Globo Celestial Mecanizado, feito em 1594 em Kassel, agora no Schweizerisches Landesmuseum em Zurique

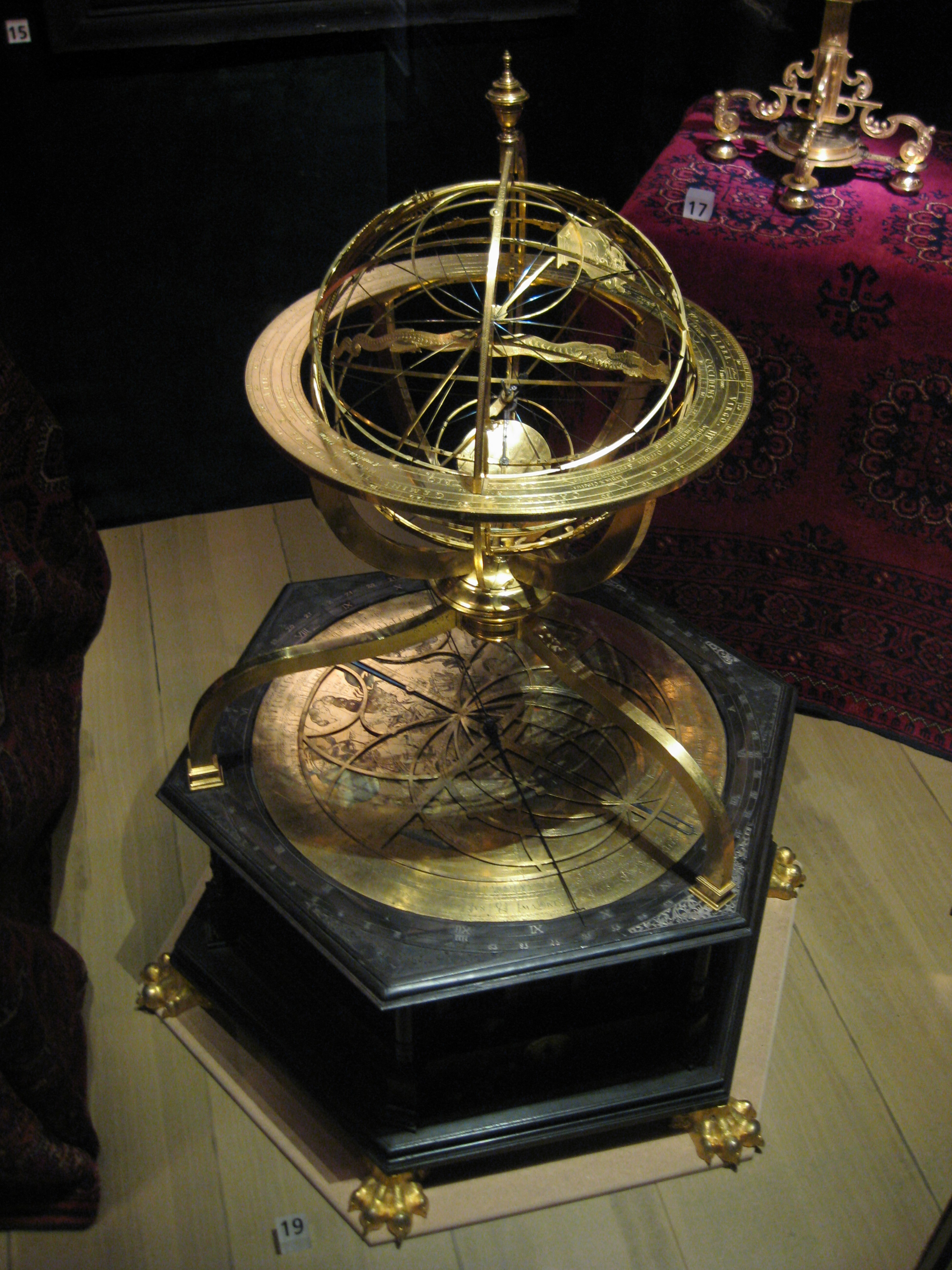
Jost Bürgi e Antonius Eisenhoit: Esfera armilar com relógio astronômico, feito em 1585 em Kassel, agora no Nordiska Museet em Estocolmo

Mais tarde, em 1614, ele inventou o prosthaphaeresis, um algoritmo usado no final do século XVI e início do XVII para aproximar um produto usando fórmulas da trigonometria, trazendo um grande avanço, juntamente com a função logarítmica, para resolver multiplicações de maneira rápida e eficaz e aproximar exponenciações de maneira precisa.

## Trabalhos
Os artefatos mais significativos projetados e construídos por Burgi sobreviventes em museus são:
- Vários globos celestes mecanizados (agora em Paris [Conservatoire Arts et Metiers], Zuerich [Schweizerisches Landesmuseum], Kassel [Orangerie, 2x, 1580–1595] e Weimar [Herzogin Anna Amalia Bibliothek])
- Vários relógios em Kassel, Dresden (Mathematisch Physikalischer Salon) e Viena (Bergkristaluhr (incorporando um globo celeste de cristal de rocha mecanizado) e um 'Planetenlaufuhr' no Kunsthistorisches Museum)
- Sextantes feitos para Kepler (no Museu Técnico Nacional de Praga)
- O Mond-Anomalien-Uhr (um modelo mecânico das irregularidades do movimento da Lua ao redor da Terra) na Orangerie em Kassel
- Esfera Armilar Mecanizada em Upsala (Suécia)